# Nova Esperança
Nova Esperança (hebreu: תקווה חדשה, Tikva Hadasha‎) és un partit polític d'Israel fundat el 8 de desembre de 2020 per Gideon Sa'ar, exministre, i fins llavors diputat del Likkud.

## Història
El partit fou creat el 8 de desembre de 2020 per Gideon Sa'ar, exministre, i fins llavors diputat del Likkud, que abandonà el càrrec l'endemà mateix. El mateix dia de la creació del partit, els dos diputats del grup parlamentari Derech Eretz (sorgit de la descomposició de la coalició Blau i Blanc després de les darreres eleccions) anunciaren que s'unien al nou partit. Posteriorment, també se li uniren quatre altres diputats del Likkud.
Després de les eleccions de 2021, s'arribà a un acord de govern de Yamina, Yeix Atid, Blau i Blanc, Partit Laborista, Yisrael Beiteinu, Nova Esperança, Mérets, i la Llista Àrab Unida que preveia que Naftali Bennett de Yamina seria primer ministre fins al 27 d'agost de 2023, moment en què Yair Lapid, líder de Yeix Atid, agafaria el relleu com a primer ministre i que l'acció de govern se centraria en l'economia i en temes socials, emfatitzant la recuperació després de la Pandèmia de COVID-19. El 30 de juny de 2022, després de l'agreujament de les diferències entre els partits del govern i de patir algunes desercions que els feren perdre la majoria parlamentària, la Kenésset va aprovar la seva dissolució i convocatòria d'eleccions i, segons els acords de coalició, Yair Lapid fou nomenat Primer ministre d'Israel a partir del dia 1 de juliol
De cara a les eleccions de 2022 va arribar un acord amb el Blau i Blanc de Benny Gantz i formaren la coalició Partit de la Unitat Nacional. Posteriorment, a aquesta aliança s'hi van afegir l'ex-comandant en Cap de les Forces de Defensa d'Israel Gadi Eizenkot, que ocuparia el tercer lloc a la llista, i l'exministre de serveis religiosos i diputat de Yamina Matan Kahana, que ocuparia el novè lloc, i van anomenar l'aliança Partit de la Unitat Nacional. Després de les eleccions, el partit es va mantindre a l'oposició fins als atacs terroristes de Hamàs l'octubre de 2023 que van provocar l'inici d'una guerra entre Israel i Hamàs, moment en què cinc membres de la coalició (Benny Gantz, Gadi Eizenkot, Gideon Sa'ar, Hili Tropper i Yifat Shasha-Biton) van entrar al govern de Binyamín Netanyahu com a ministres sense cartera.
El 12 de març de 2024, Nova Esperança va anunciar que deixava la coalició amb Blau i Blanc i Gideon Sa'ar va demanar d'entrar al gabinet de guerra. Sa'ar considerava que els representants del partit al gabinet de guerra no transmetien el seu missatge. La demanda de Sa'ar no fou escoltada i el partit abandonà el govern tot i que hi tornà a entrar el setembre de 2024.

## Resultats electorals
| Any  | Líder        | Vots                   | %                      | Escons  | +/– | Govern                         |
| ---- | ------------ | ---------------------- | ---------------------- | ------- | --- | ------------------------------ |
| 2021 | Gideon Sa'ar | 209.161                | 4,74                   | 6 / 120 | –   | Govern                         |
| 2022 | Gideon Sa'ar | Dins d'Unitat Nacional | Dins d'Unitat Nacional | 4 / 120 | 2   | Oposició (2022-23)             |
| 2022 | Gideon Sa'ar | Dins d'Unitat Nacional | Dins d'Unitat Nacional | 4 / 120 | 2   | Coalició (2023-24)             |
| 2022 | Gideon Sa'ar | Dins d'Unitat Nacional | Dins d'Unitat Nacional | 4 / 120 | 2   | Oposició (Març 2024-Set. 2024) |
| 2022 | Gideon Sa'ar | Dins d'Unitat Nacional | Dins d'Unitat Nacional | 4 / 120 | 2   | Coalició (Set. 2024-)          |

## Líders
|  | Líder | Líder        | Inici | Final        |
|  | ----- | ------------ | ----- | ------------ |
|  |       | Gideon Sa'ar | 2020  | En el càrrec |